# Taka Yamauchi
Takaharu Yamauchi (São Bernardo do Campo, 12 de maio de 1978), mais conhecido como Taka é um engenheiro, empresário e político brasileiro filiado ao MDB. É o atual prefeito da cidade de Diadema, tendo sido eleito em 2024.
Foi presidente da SPObras na primeira gestão do correligionário Ricardo Nunes. além de ser secretário de obras de Ribeirão Pires, na gestão de Kiko Teixeira. 

## Desempenho eleitoral
| Ano  | Eleição                | Cargo            | Partido                                                                                                   | Partido | Coligação                         | Vice                         | Votos   | Votos  | Votos  | Votos         | Resultado     | Ref.  |
| Ano  | Eleição                | Cargo            | Partido                                                                                                   | Partido | Coligação                         | Vice                         | T.      | Total  | %      | P.            | Resultado     | Ref.  |
| ---- | ---------------------- | ---------------- | --- | ------- | --------------------------------- | ---------------------------- | ------- | ------ | ------ | ------------- | ------------- | ----- |
| 2012 | Municipal de Diadema   | Vereador         | | PSDB    | —                                 | —                            | 1º      | 990    | 0,42%  | 60º           | Não eleito    | [ 5 ] |
| 2016 | Municipal de Diadema   | Prefeito         | | PSD     | Coligação do Bem (PSD, PTC e PHS) | Coronel Marcel Soffner (PTC) | 1º      | 23.518 | 12,06% | 4º            | Não eleito    | [ 6 ] |
| 2020 | Municipal de Diadema   | Prefeito         | Movimento do Bem (PSD, MDB, PTB e REDE)                                                                   | PSD     | Maria do Socorro (MDB)            | 1º                           | 31.301  | 15,42% | 2º     | Segundo turno | [ 7 ]         |       |
| 2020 | Municipal de Diadema   | Prefeito         | Movimento do Bem (PSD, MDB, PTB e REDE)                                                                   | PSD     | Maria do Socorro (MDB)            | 2º                           | 101.231 | 48,65% | 2º     | Não eleito    | [ 8 ]         |       |
| 2022 | Estaduais em São Paulo | Deputado Federal | | MDB     | —                                 | —                            | 1º      | 34.163 | 0,14%  | 147º          | Não eleito    | [ 9 ] |
| 2024 | Municipal de Diadema   | Prefeito         | Movimento do Bem (MDB, PL, PP, Solidariedade, Fed. PSDB Cidadania, DC, Avante, PMB, MOBILIZA, PRD e PRTB) | MDB     | Andreia Fontes (PL)               | 1°                           | 106.141 | 47,31% | 1°     | Segundo Turno | [ 10 ]        |       |
| 2024 | Municipal de Diadema   | Prefeito         | Movimento do Bem (MDB, PL, PP, Solidariedade, Fed. PSDB Cidadania, DC, Avante, PMB, MOBILIZA, PRD e PRTB) | MDB     | Andreia Fontes (PL)               | 2°                           | 116.003 | 52,59% | 1°     | Eleito        | [ 11 ] [ 12 ] |       |